# 泰爾納瓦
49°32′54″N 22°47′49″E / 49.54833°N 22.79694°E
泰爾納瓦（羅馬化：Ternava）是烏克蘭西部利維夫州桑比爾區多布羅米爾市鎮的村莊。該村始建於1374年，面積1.44平方公里，海拔高度345米，2001年人口638，人口密度每平方公里441.83人。